# 모스크바의 전기버스

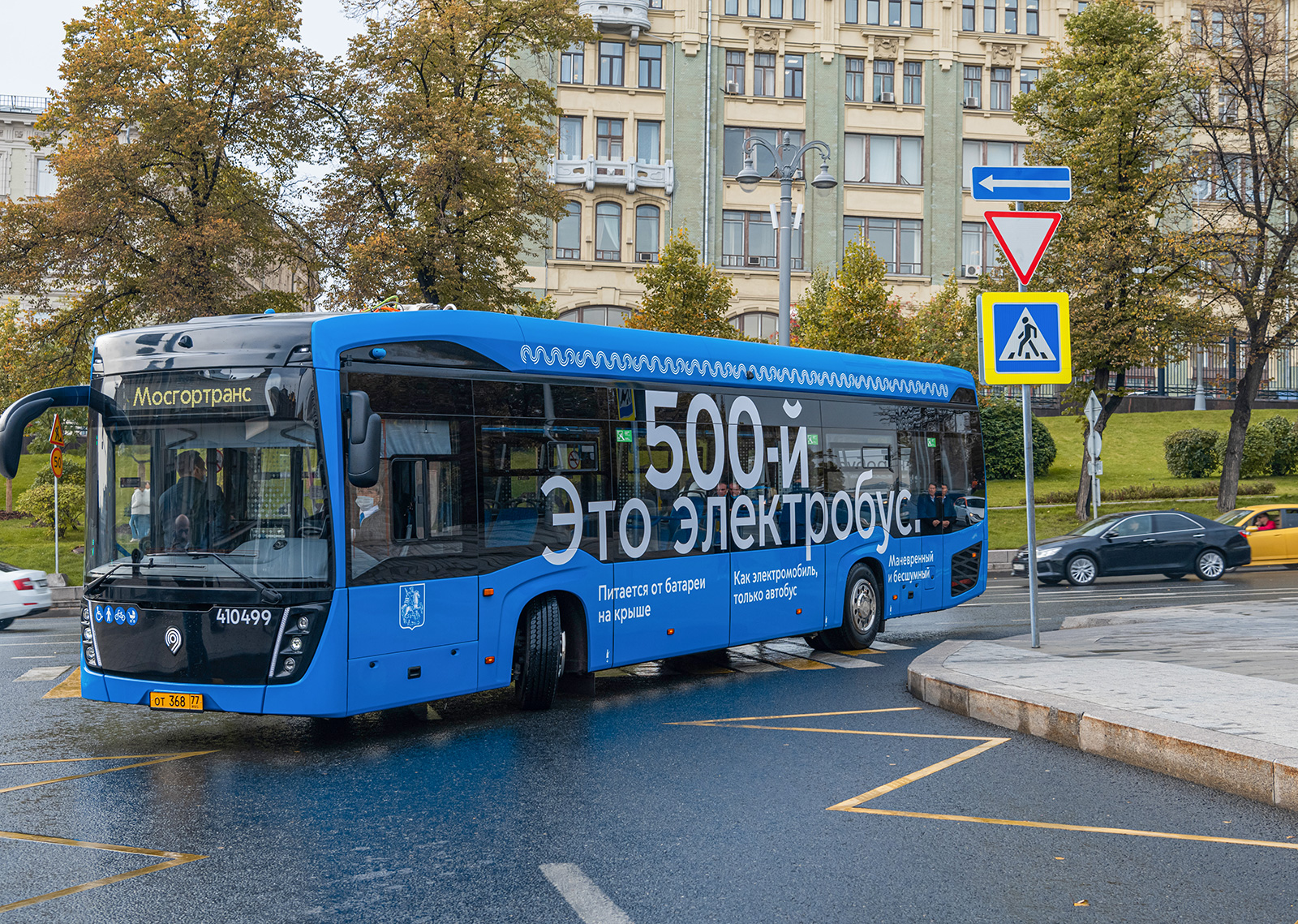
2020년 10월 8일, 500번째 전기버스가 모스크바에서 운행을 시작했다.

모스고르트란스는 런던의 차량보다 유럽에서 가장 큰 전기 버스 차량을 운영한다. 현재 모스크바에는 2,350대 이상의 전기버스가 운행되고 있다. 2024년 1월 기준, 이들은 4억 명 이상의 승객을 수송했다. 2024년 7월 현재, 전기 버스는 130개 이상의 노선에서 운행 중이다. 차량은 약 1900대의 KamAZ-6282, 400대 이상의 LiAZ-6274, 12대의 KAMAZ-52222 및 전기 미니버스로 구성되어 있다. 전기 버스 도입에는 높은 비용, 차량 충전 시간, 저온에 대한 취약성, 트롤리버스의 대체와 같은 일부 비판이 있었다.

## 역사
최초의 배터리식 전기버스는 2018년 말 모스크바 거리에 진입했다. 계약 조건에 따라 2018년~2019년에 국내 제조업체인 GAZ와 카마스는 모스크바에 300대의 전기 버스를 공급했다. 2020년과 2021년에는 700대의 전기 버스가 추가로 모스크바에 인도되었다. 이로써 모스크바의 전기 버스 차량은 불과 3년 만에 1,000대에 도달하여 유럽 최대 규모가 되었다. 2022년에는 450~500대의 버스가 추가로 인도될 예정이었다. 모스고르트란스는 2030년까지 전기 및 수소 연료 전지 동력 버스를 사용하여 전체 버스 차량이 무배출이 될 것이라고 언급했다.
모스크바 전기 버스의 배터리 및 추진 장비 대부분은 드라이브 일렉트로에서 제조하며, 이 회사는 도시의 전기 차량 600대에 대한 부품을 제조 및 공급했다. 모스크바는 2030년까지 모든 디젤 및 CNG 버스를 전기 버스로 완전히 교체할 계획이며, 2021년부터는 더 이상 디젤 버스를 주문하지 않을 것이다.
2022년에는 KAMAZ 수소 연료 전지 버스가 도시에서 시험 운행될 것이라고 발표되었다. 2023년 1월, 모스크바 시장 세르게이 소뱌닌은 2024년까지 약 1,000대의 버스가 추가로 인도될 것이라고 언급했다. 2018년부터 2023년까지 전기 버스 도입으로 СО2 배출량이 약 130,000톤 감소했다. 2024년 7월까지 약 130개 노선에 1,700대 이상의 전기 버스가 운행되었다.

## 비판
모스크바 전기 버스 프로젝트는 출시 전부터 다음과 같은 전문가와 승객의 비판을 받았다.
- 높은 비용 – 전기 버스 한 대 가격은 3천만 ~ 5천6백만 루블로, 트롤리버스보다 3~4배 비싸다.[14]
- 충전에 시간 낭비 – 전기 버스는 충전하는 데 시간이 걸린다(디젤 연료 주입과 비교). 버스는 터미널 정류장에서 배터리를 충전하는 데 8분에서 20분을 소비하며, 이 시간 동안 승객을 수송할 수 있다. 결과적으로 트롤리버스나 디젤 버스보다 비슷한 수송량을 보장하기 위해 더 많은 버스와 운전자가 필요하다.[15]
- 난방 시스템의 보조 디젤 히터 사용. 모스고르트란스 전문가들은 히터가 5 °C 이하의 온도에서만 사용된다고 주장한다.[16]
- 충전소에 연결되어 노선 종점을 변경할 수 없음. 모스크바 교통부 대표는 전기 버스로 전환하면 접촉 네트워크에 연결되지 않아 노선을 변경하고 전선이 없는 거리에서도 운행할 수 있어 편리하다고 언급했다. 그러나 충전소에 연결되어 있으면 노선을 몇 정거장 빠르게 연장(충전 인프라 이전 필요)하거나 도로 공사 시 노선을 단축하는 것이 불가능하다.[17][18]
- 배터리의 취약성, 그리고 현재 폐기 기술의 부족.[19][20]
- 저온에 대한 취약성. 심한 추운 날씨에는 노선에 전기 버스가 대규모로 결근한다.[21]

특정 심각한 불만은 이러한 유형의 교통수단이 현재의 화재 안전 요구 사항을 준수하는지 여부에 대한 것이다. 전기 버스는 지붕의 주요 부분에 배치되어 자유 공간의 절반을 차지하는 전기 화학 요소를 트랙션으로 사용하기 때문이다. 현재까지 이러한 유형의 교통수단 승객 중 사망 사고는 전 세계적으로 기록되지 않았지만, 승용차와 관련된 심각한 화재가 발생했다. 모스크바에서 전기 버스와 관련된 최초의 사고 중 하나는 2019년 7월 부됸니 거리에서 발생했으며, 이로 인해 승용차 및 전차와의 충돌로 12명이 부상을 입었다. 배터리에 대한 어떠한 충격도 일반적으로 향후 잔여 수명에 부정적인 영향을 미치며, 극도로 마모되거나 손상된 배터리 셀을 잠재적으로 사용하면 지붕의 모든 요소가 폭발하면서 압력이 풀리는 치명적인 위험을 초래할 수 있다고 언급된다.
모스크바 트롤리버스 보존 지지자들은 전기 버스 도입의 유일한 목표가 트롤리버스 제거를 은폐하는 것이라고 믿는다. 이러한 주장은 기존 전기 버스 노선 대부분(21개 중 12개)이 과거에 트롤리버스 노선이었다는 사실, 그리고 트롤리버스 노선을 버스 노선으로 대체하는 것에 대한 대중의 분노 이후에야 프로젝트가 진지하게 논의되었다는 사실에 의해 뒷받침된다.
전문가들은 또한 트롤리버스로의 전환이 기술적 및 경제적 관점에서 비실용적이며, 충전 방식의 선택이 모스크바에 최적이지 않다고 생각한다. 전문가들의 계산은 기존 접촉 네트워크가 있는 노선에서 전기 버스를 사용하는 것이 비수익적이고 비효율적임을 여러 번 보여주었다. 내연기관 버스를 전기 버스로 대량 교체하려는 후속 제안은 후자의 수명이 다할 때까지 기존 형태의 노선망에 더 영향을 미치고, 일부 중요한 노선의 축소를 초래할 수 있으며, 이는 일부 노선을 다른 노선과 통합하거나 지하철역 근처 터미널 교통 허브와 연결하여 해당 지역 내 전체 노선망을 근본적으로 변경함으로써만 보상될 것이다.
동시에 교통부는 자율 주행 거리가 증가한 트롤리버스에 비해 초고속 충전 전기 버스의 효율성에 대한 어떠한 경제적 정당성도 제공하지 못했다. 2017년 프로젝트의 유일한 발표 자료에는 전기 버스의 최종 유지 보수가 10% 더 저렴하다는 수치가 포함되어 있다. 그러나 이러한 지표의 신뢰성을 확인하는 상세한 계산은 발표 자료에 제시되지 않았다. 더욱이 2019년 12월, Baza 출판물은 막심 릭수토프가 교통부에 보낸 서한을 공개했는데, 여기서 교통부는 초고속 전기 버스 운영이 버스나 트롤리버스보다 연간 약 백만 루블 더 비싸다는 것을 인정했다.
프로젝트 출시 이후 교통부는 여러 차례 성공을 보고했다.
2019년 12월 26일, 야블로코당 소속 다리아 베세디나 의원이 주최하는 "전기 버스 개발 전망 및 트롤리버스 제거의 위험"이라는 주제로 모스크바 시 두마에서 원탁회의가 열렸으며, 전기차 제조업체, 운영 기업 대표, 교통 전문가 등이 참여하여 모스크바에 선택된 전기 버스 충전 기술의 비효율성을 인정했다. 교통부 대표는 이 행사에 참석하지 않았다.

## 갤러리

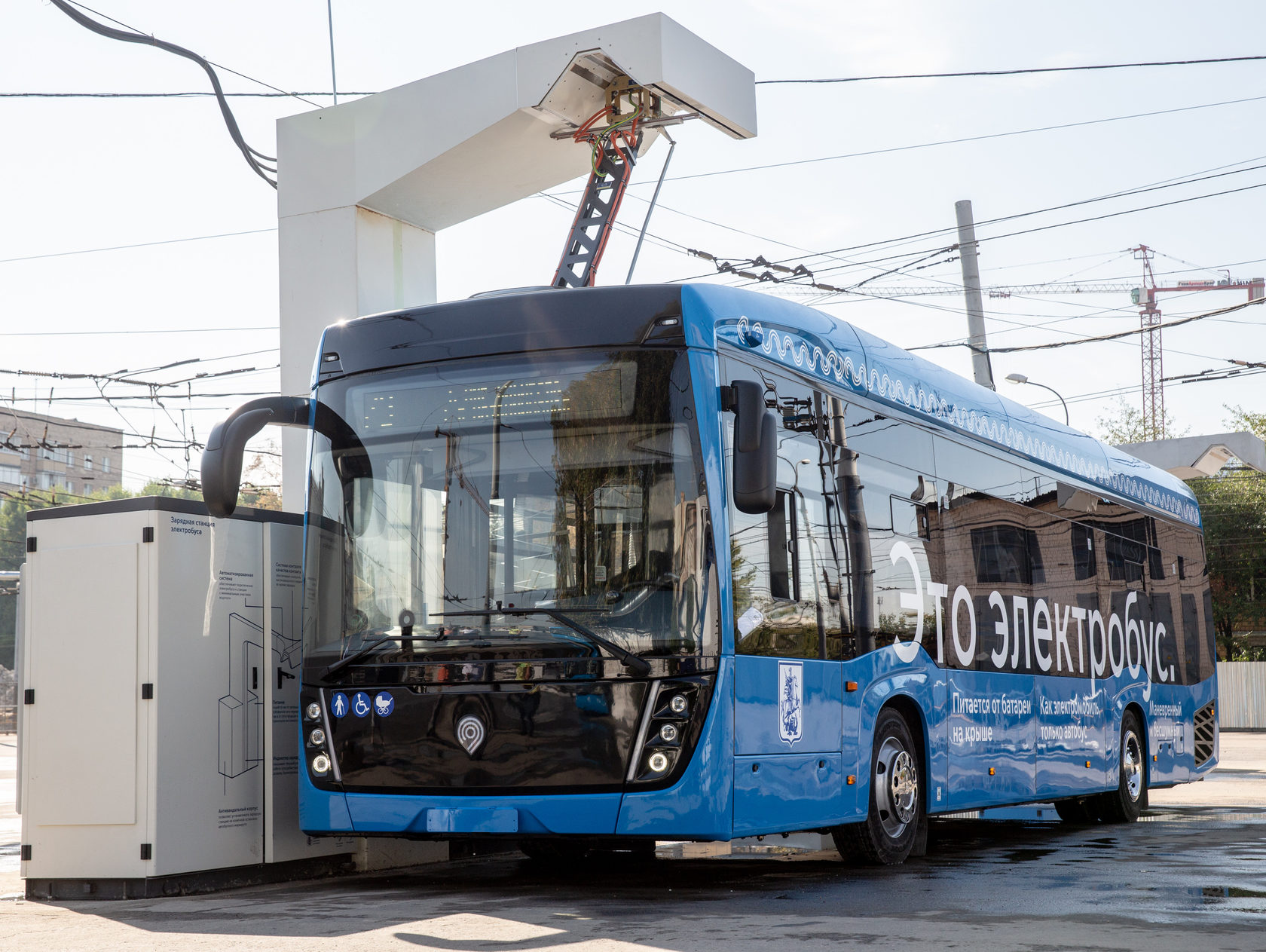
전기 버스는 터미널 정류장의 초고속 충전소를 사용하여 6분에서 10분 이내에 에너지를 보충한다.
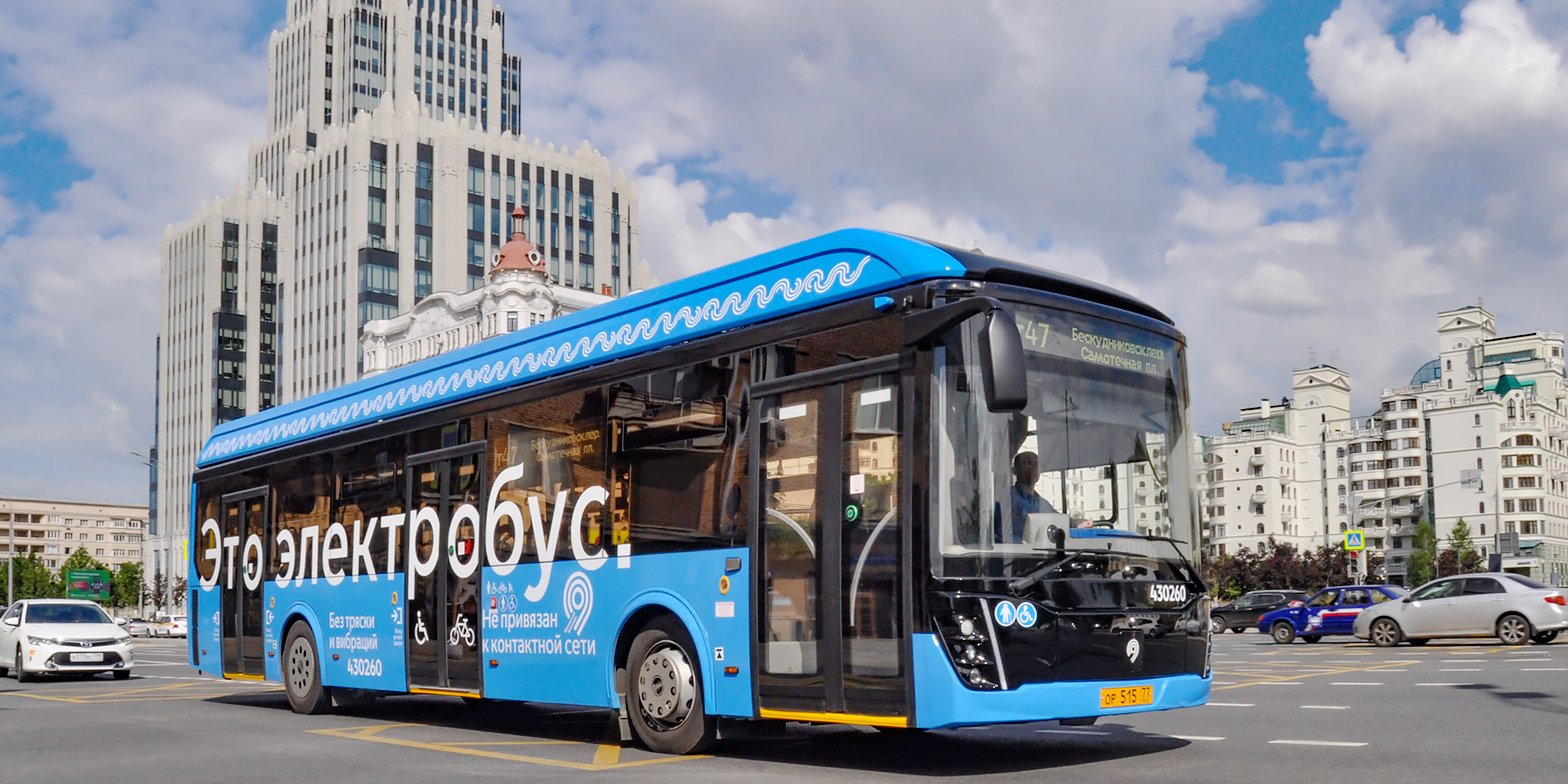
노선 T47에서 운행 중인 LiAZ-6274
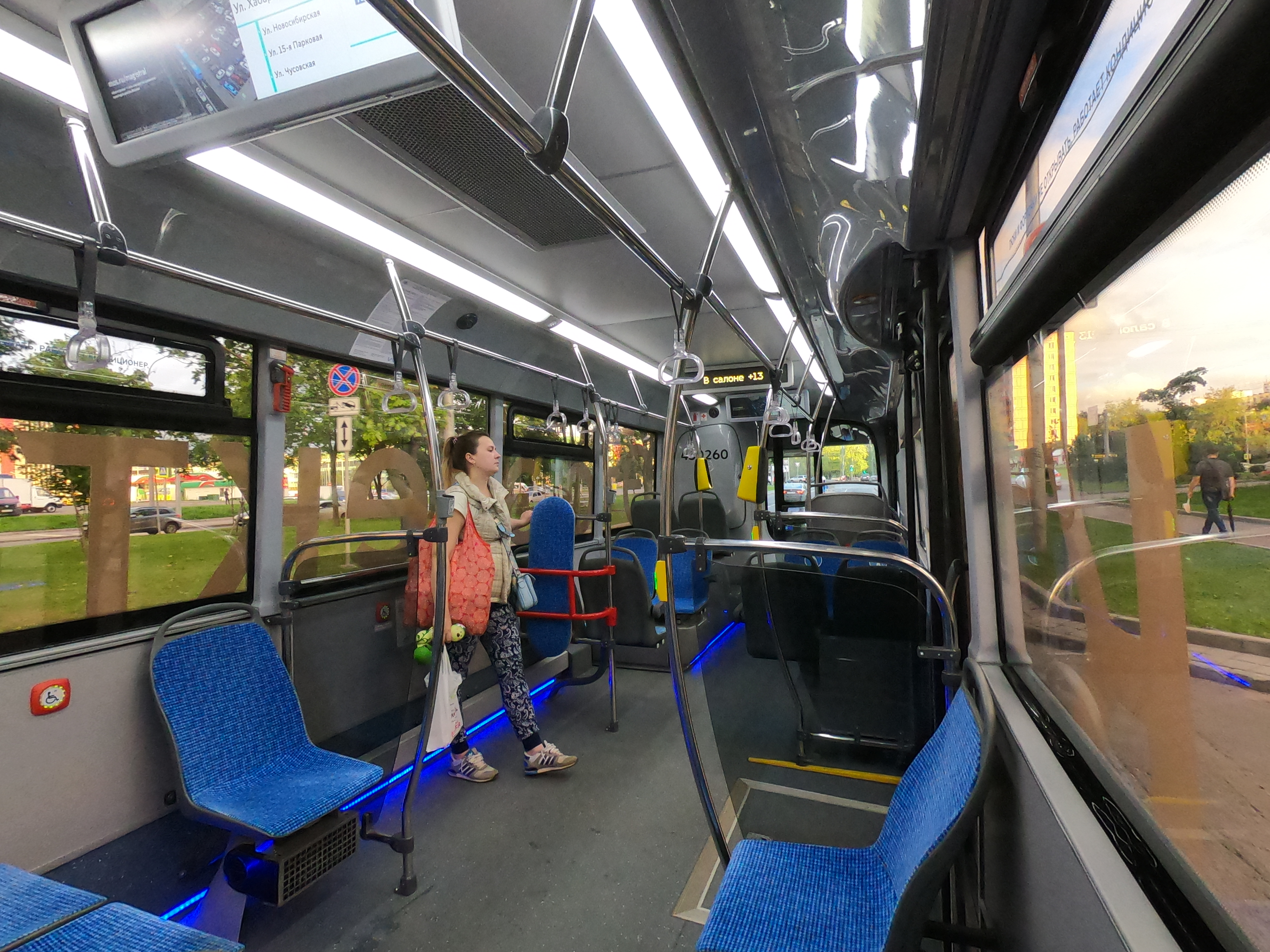
LiAZ-6274 내부
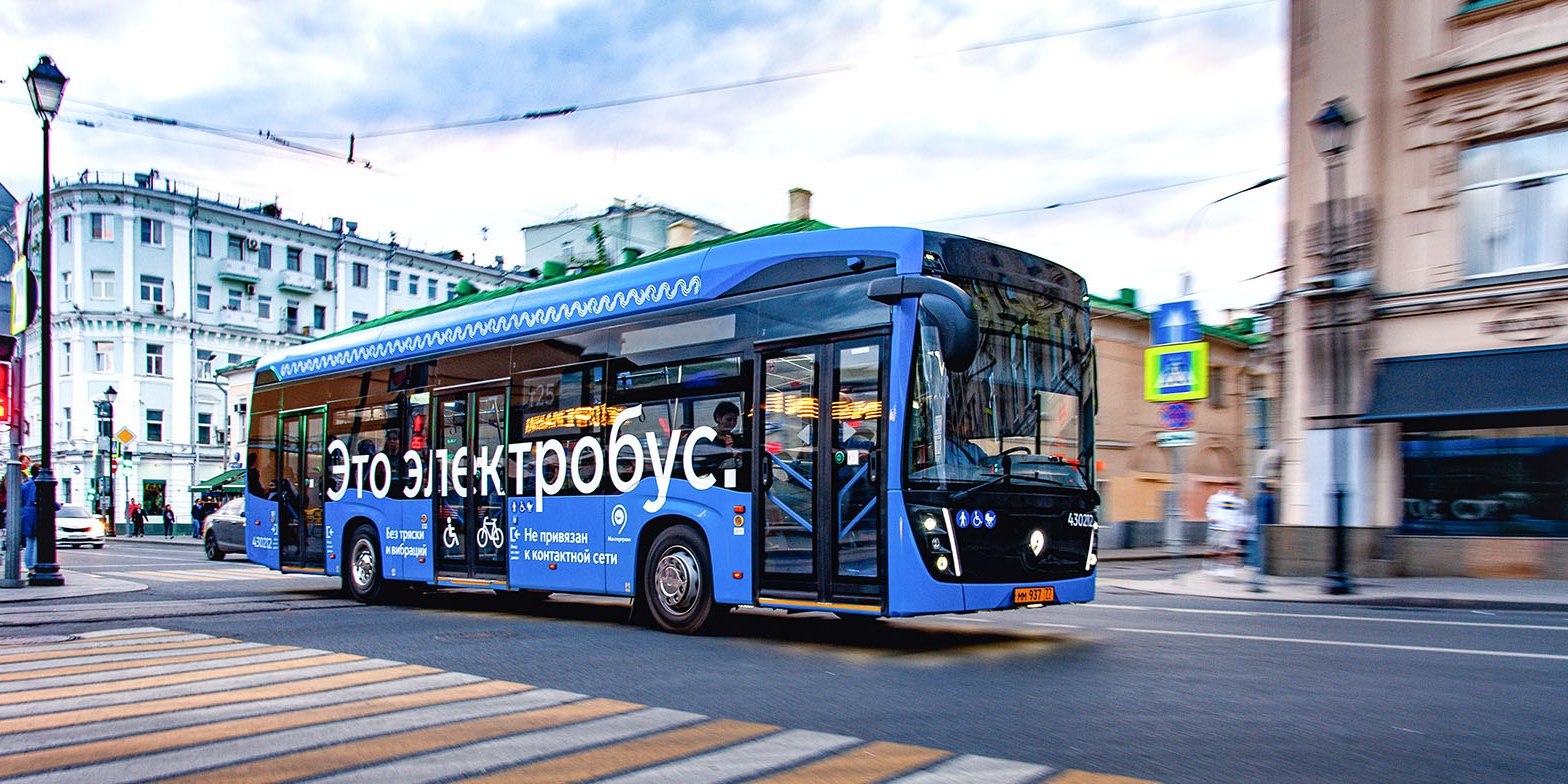
노선 T25에서 운행 중인 KamAZ-6282
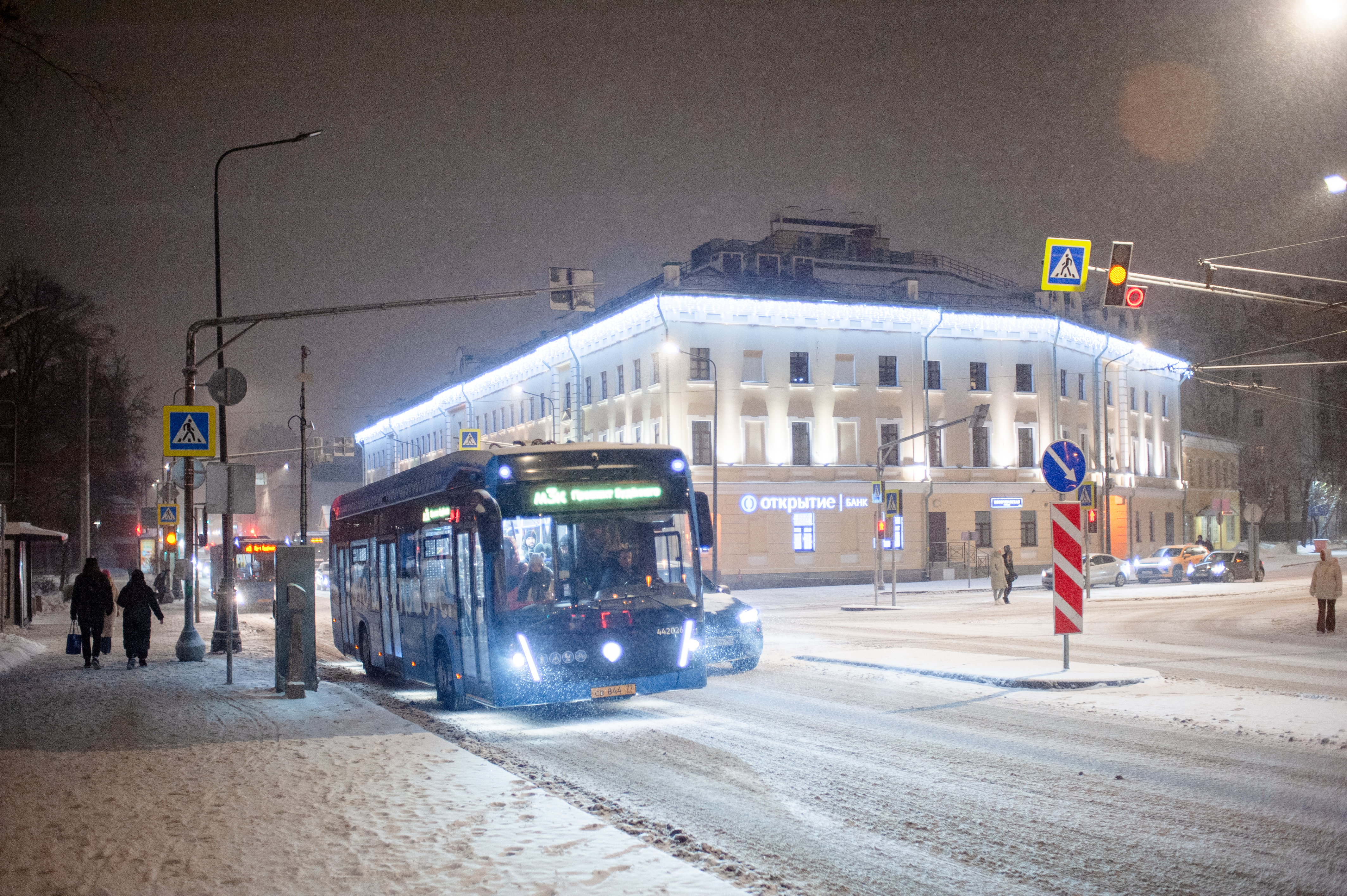
겨울밤의 KamAZ-6282
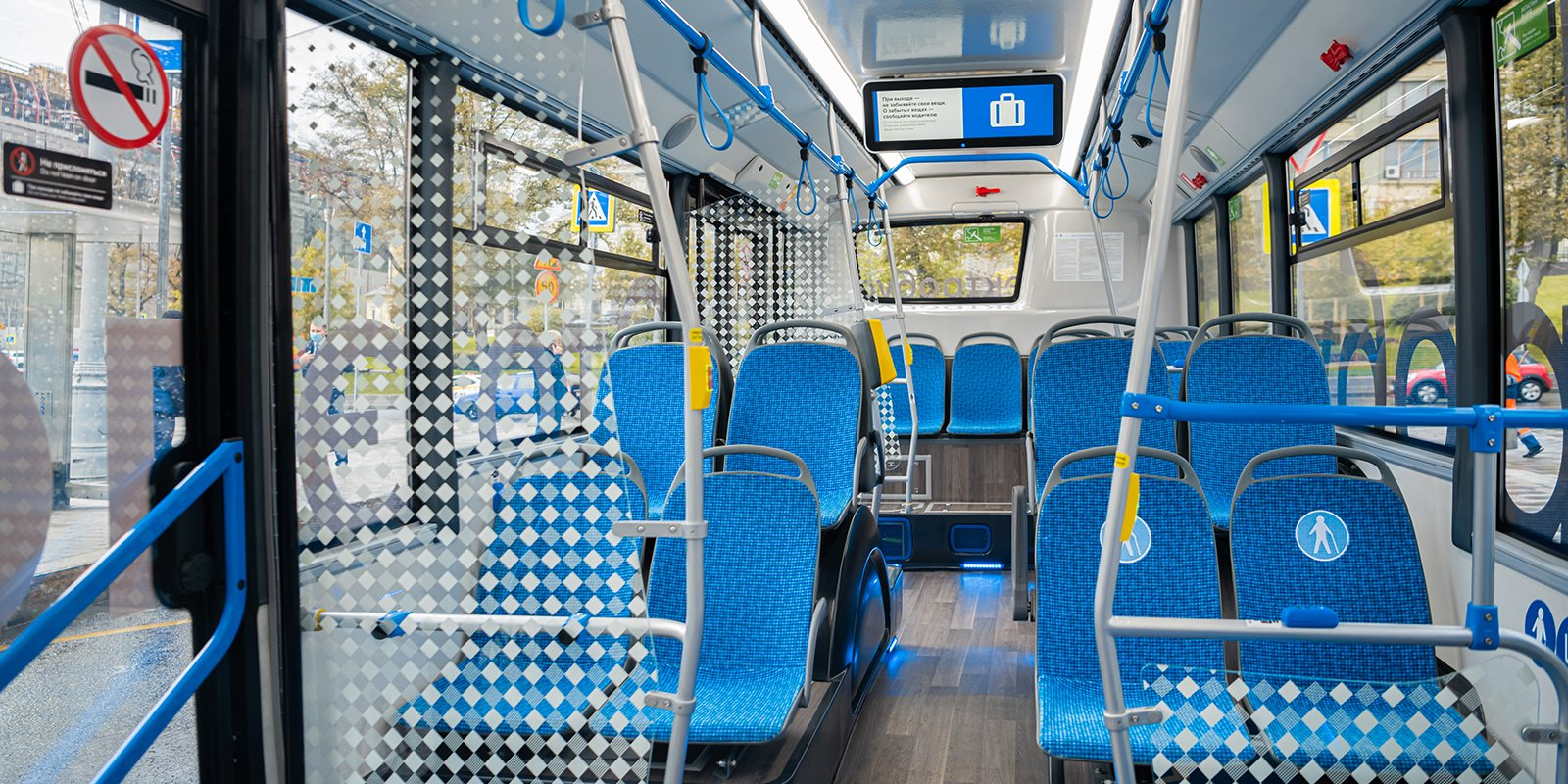
KamAZ-6282 내부

## 같이 보기
- 런던의 저공해 버스